# Бертло, Софи
Софи́ Бертло́ (фр. Sophie Berthelot, урождённая Софи́ Кароли́н Ньоде́, Sophie Caroline Niaudet; 16 февраля 1837, Париж—18 марта 1907, Париж) — первая женщина, похороненная в парижском Пантеоне.

## Биография
Семья Софи была в родстве с часовой династией Бреге, сама она была племянницей Луи Франсуа Клемана Бреге и внучатой племянницей Абраама-Луи Бреге. В детстве получила строгое кальвинистское образование, которым отличалась семья Бреге. В 1861 году вышла замуж за химика и политика Марселена Бертло. Плодом этого брака были шесть детей, которых она также воспитывала в духе строгости. Среди её сыновей — политик Андре Бертло (1862—1938), учёный Даниэль Бертло (1865—1927), дипломат Филипп Бертло (1866—1934) и философ Рене Бертло (1872—1960). Скончалась 18 марта 1907 года, через несколько часов после своего супруга.

## Захоронение
При обсуждении вопроса о захоронении Марселена Бертло в парижском Пантеоне было решено захоронить рядом с ним и Софи, поскольку «нежно любящие друг друга супруги просили не разлучать их после смерти, как не разлучались они при жизни». Таким образом, Софи Бертло стала первой (и до 1995 года — единственной) женщиной, захороненной в парижском Пантеоне и удостоенной такой чести со стороны «благодарного отечества в благодарность за свою супружескую добродетель», поскольку Софи скончалась всего через несколько часов после своего мужа. На погребении присутствовали президент Республики, министры и другие государственные деятели. Во время похорон министр народного образования Аристид Бриан произнёс речь в честь Софи Бертло, в которой, в частности, было сказано:

Госпожа Бертло обладала всеми редкими качествами, которые позволяют красивой, грациозной, нежной, любящей и воспитанной женщине разделять волнения, мечты и заботы гениального человека. Она прожила с Бертло в общности чувств и мыслей, которые объединяли их в идеальную пару, обладавшую единым сердцем и единой душой.— Аристид Бриан

## Память
В память Софи Бертло назван лицей в городе Кале.